# 孫謙 (東吳)
孫謙（？—266年），孫權之孫，孫和庶出第三子，孫皓之弟。

## 生平
孫休即位後封為永安侯。后来异母兄孙皓即位迁居武昌时，吴兴人施但因民不堪命，聚眾万馀人，劫持孫谦，将至秣陵（今南京），欲立孫謙為帝。未至秣陵三十里停住，择吉日，施但遣使以孫謙之命下诏給丁固、诸葛靓。诸葛靓斩殺使者。施但遂前到九里，丁固、诸葛靓出击，大破施但。施但之兵身无铠甲，临陣潰散。孫谦独坐车中，被生擒。丁固不敢杀，告知孫皓，孫皓將他毒死，孫謙之母與子皆死。